# 편안운수
편안운수(便安運輸)는 경기도 안양시의 마을버스 회사이다. 본사는 경기도 안양시 만안구 석수동 557-7번지 안양공영차고지에 있으며, 계열사로는 안양시의 시내버스 회사인 삼영운수, 보영운수, 의왕시의 마을버스 회사인 덕장운수 등이 있다.

## 연혁
- 2007년 일정미상: 계열사인 삼영운수에서 마을버스 1번, 5번 등을 분사시켜 설립하였다.
- 2008년 일정미상: 5-5번을 개통하였다.
- 2013년 11월경: 삼영운수에서 마을버스 5-3번, 8번을 인계받았다.
- 2015년 10월 25일: 5-5번이 관양고등학교에서 동편마을까지, 귀인초등학교에서 평촌자유공원까지 연장하였다.

## 운행 노선
| 01  | 관동교장        | ↔ | 석수역           |
| 1   | 관동교장        | ↔ | 안양역           |
| 5   | 평촌차고지      | ↔ | 관양고등학교     |
| 5-3 | 명학역          | ↔ | 무궁화진흥아파트 |
| 5-5 | 자유공원        | ↔ | 관양고등학교     |
| 8   | 현대.대림아파트 | ↔ | 문화공원         |

## 보유 차량
| 제조사        | 차명       |
| ------------- | ---------- |
| 자일대우버스  | NEW BS090  |
| 현대자동차    | 뉴 카운티  |
| 현대자동차    | 그린시티   |
| 비야디 자동차 | BYD eBus-9 |